# Bioasekuracja

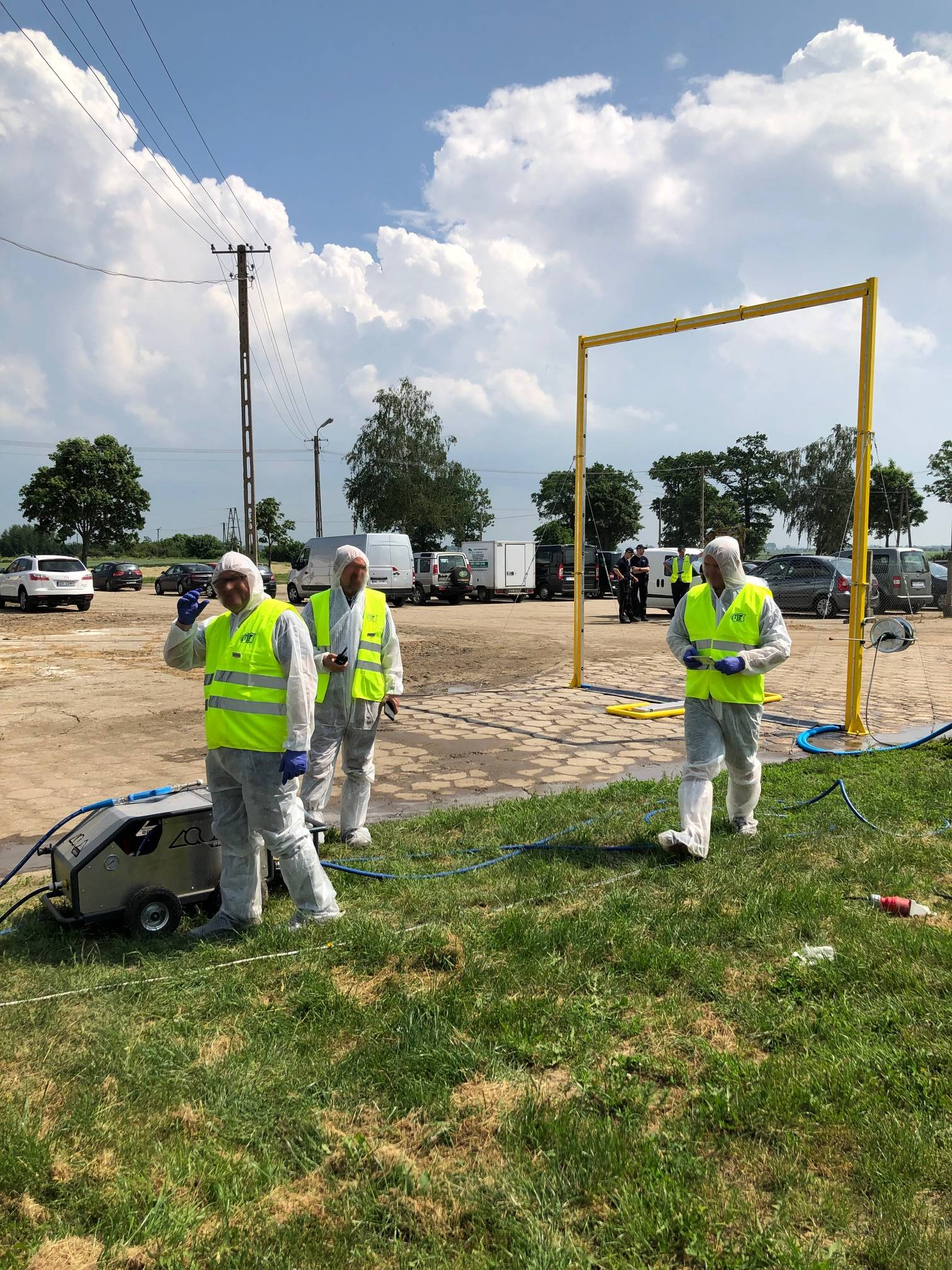
Bioasekuracja wjazdu fermy, Brama bioasekuracyjna.

Bioasekuracja, biologiczna ochrona fermy – działania prowadzone na terenie gospodarstwa, jak i w jego najbliższym otoczeniu mające na celu ochronę biologiczną i zdrowotną gospodarstwa. Celem bioasekuracji jest ograniczenie rozprzestrzeniania się w obrębie gospodarstwa wirusów, bakterii, mykoplazm, pasożytów, wektorów biologicznych, poprzez stworzenie środowiska maksymalnie wolnego od drobnoustrojów chorobotwórczych.
Pojęcie bioasekuracja pierwotnie stosowane był w odniesieniu do zarządzania bronią biologiczną i bioterroryzmem. Natomiast w sektorze rolnym  termin ten został po raz pierwszy użyty w sektorze rolnym w latach 80. jako „suma praktyk zarządzania ryzykiem w obronie przed zagrożeniami biologicznymi”. 
Bioasekuracja w Polsce została zaostrzona ze względu na pojawienie się Afrykańskiego Pomoru Świń oraz Ptasiej grypy. Wcześniej stosowana w fermach wielkotowarowych, od 2017 roku obowiązkowa także dla małych gospodarstw. Główne wytyczne odnośnie do bioasekuracji przedstawia Światowa Organizacja Zdrowia Zwierząt, w Polsce Główny Inspektorat Weterynarii.

## Efektywność biasekuracji
Efektywność działań bioasekuracyjnych danego gospodarstwa można określić przy pomocy tzw. Wartość Działania Bioasekuracyjnego BIV (ang. Biosecurity Intervention Value) {\displaystyle BIV=DEV*RR/DD-IC}
gdzie:
{\displaystyle DEV} – wartość likwidacji choroby w skali roku na jedno zwierzę.
{\displaystyle RR} – redukcja ryzyka (w %) każdego podjętego działania.
{\displaystyle DD} – stopień trudności (skala 1-10, gdzie 1 oznacza bardzo łatwe).
{\displaystyle IC} – koszt działania na jedno zwierzę w skali roku.

## Obszary stosowania bioasekuracji
Bioasekurację dzieli się na wewnętrzną i zewnętrzną:
- Bioasekuracja wewnętrzna (ang. Bio-exclusion) ma na celu ograniczenie rozprzestrzenianie się patogenów lub ich wektorów w obszarze gospodarstwa. To szereg działań, które powinny być stosowane przez osoby mające bezpośredni kontakt ze zwierzętami: osoby wchodzące do budynków i przebywają w pomieszczeniach, w których utrzymywane są zwierzęta.[8]
- Bioasekuracja zewnętrzna (ang. bio-containment) ma na celu ograniczenie rozprzestrzeniania się patogenów lub ich wektorów w bliższym, lub dalszym otoczeniu gospodarstwa. Skupia się na działaniach dążących do prawidłowego zabezpieczenia budynków inwentarskich przed kontaktem ze środowiskiem zewnętrznym, głównie przed dotarciem w okolice budynków hodowli dzikich zwierząt, zwierząt wolno wychodzących.[8]
- Bioasekuracja chorego stada (ang. bio-management) związana jest z zarządzaniem chorym stadem.

## Zasady bioasekuracji
Zasady bioasekuracji:
- postawienie szczelnego ogrodzenia obejmującego całe gospodarstwo.
- regularna dezynfekcja, dezynsekcja, deratyzacji budynków w których utrzymywane są zwierzęta.[10]
- ograniczenie oraz kontrola dostępu osób postronnych do obszarów związanych z produkcją w danym gospodarstwie.
- skrupulatne przestrzeganie wymogów sanitarnych (prowadzenie właściwej dokumentacji oraz odpowiednie zarządzanie produkcją, eliminacja chorych sztuk)
- stosowanie oddzielnych ubrań ochronnych dla danego budynku produkcyjnego (chlewnia, owczarnia, obora, stajnia itd.)
- stosowanie mat dezynfekcyjnych lub bram bioasekuracyjnych (wynikające z dobrej praktyki rolniczej) na drodze dojazdowej do gospodarstwa lub przed wejściem do danego budynku inwentarskiego.
- stosownie kwarantanny[11].
- monitorowanie i zwalczanie gryzoni.
- właściwe zabezpieczenie płodów rolnych oraz pasz przechowywanych w obszarze gospodarstwa.
- należy prowadzić rejestr pojazdów transportujących zwierzęta oraz osób, które mają dostęp do pomieszczeń związanych z produkcją trzody chlewnej.
- zabezpieczenie pomieszczeń inwentarskich przed dostępem zwierząt domowych.
- trzody chlewnej nie można karmić odpadkami pochodzącymi z kuchni.